# منصور الشهيل
منصور الشهيل (من مواليد 28 أكتوبر 1995) هو مصارع محترف سعودي موقع حاليًا مع دبليو دبليو إي حيث يصارع باسم منصور. حاليًا يشارك في قسم دبليو دبليو إي راو. وهو أول مصارع سعودي يتنافس في دبليو دبليو إي.

## مهنة المصارعة المحترفة

### المنظمات المستقلة (2015-2018)
تم تدريب الشهيل في البداية على يد ستونر براذرز ودوري فانك جونيور. في بداية حياته المهنية، عمل تحت أسماء ماني فابرينو وبيغ ماني ماني في المنظمات المستقلة بما في ذلك هودسلام وآول برو ريسلينغ وستورنر براذرز يونيفيرسيتي وبيست أوف ذا ويست ريسلينغ و غولد راش برو ريسلينغ. وخلال هذه الفترة، فاز ببطولة إيست باي برو ريسلينغ الرئيسية مرة واحدة، والتي أشغرها عندما وقَّع مع دبليو دبليو إي.

### دبليو دبليو إي (2018 إلى الوقت الحاضر)
كان الشهيل واحدًا من ثمانية مشاركين استطلعهم دبليو دبليو إي خلال تجربة في جدة بالمملكة العربية السعودية قبل حدث دبليو دبليو إي جريتيست رويال رامبل لعام 2018 - وهو أول حدث رئيسي لدبليو دبليو إي في المملكة العربية السعودية، وقد تم تدريبه إضافيًا في مركز مركز أداء دبليو دبليو إي بأورلاندو في فلوريدا. لقد ظهر في مقطع خلال الحدث، حيث شارك هو وزملاؤه المجندون في مشاجرة جسدية مع شان ديوري وآريا ديواري.
ظهر الشهيل، تحت اسمه الحقيقي، لأول مرة في دبليو دبليو إي في حدث حي على إن إكس تي في 6 سبتمبر 2018، حين خسر أمام لوك مينزيس. ظهر لأول مرة في التلفزيون في 6 فبراير 2019 في حلقة من إن إكس تي، حيث هزمه جاكسون ريكر.
أعار منصور صوته لشخصية كول كوين، وهي واحدة من الشخصيات الرئيسية في نمط المهنة في دبليو دبليو إي تو كي 19 وكذلك في دبليو دبليو إي تو كي 20 في العام التالي.
في حدث دبليو دبليو إي سوبر شو داون 2019 في جدة، فاز منصور في معركة ملكية من 51 رجلًا، حين أزال الأيس. جاء ظهوره التلفزيوني التالي في حلقة 1 مايو من إن إكس تي المملكة المتحدة، وخسر أمام ترافيس بانكس.
في حدث كراون جول (2019)، هزم سيزارو في مسقط رأسه. وفي 8 نوفمبر 2019، ظهر لأول مرة على 205 لايف حين هزم ذا برايان كندريك. وفي حدث دبليو دبليو إي سوبر شو داون 2020 في الرياض، هزم منصور دولف زيجلر.

## البطولات والإنجازات
- إيست باي برو ريسلينغ
  - بطولة إي بي بي دبليو (مرة واحدة)[5]
- برو ريسلينغ إيلوستاريتيد
  - وضع في المرتبة رقم 441 من أفضل 500 مصارع فردي في قائمة بي دبليو آي 500 في عام 2019[16]
- دبليو دبليو إي
  - الفائز في مباراة باتل من 51 رجلًا[11][17]

## روابط خارجية
- صفحة Mansoor على دبليو دبليو إي.كوم